# Képlékeny alakítás
A képlékeny alakítás a fémek alakításának az a módszere, amikor a darab alakját úgy változtatjuk meg, hogy arra megfelelő nagyságú erőt fejtünk ki, miközben az anyagfolytonosság nem szakad meg (nincs szakadás, törés) és a test tömege változatlan marad. Az alakítás befejezése után a darab alakja megmarad (maradó alakváltozás), szemben a rugalmas alakváltozással. Az esetlegesen leváló anyagmennyiség nem forgács alakban távozik, ezért régebben használták az eljárásra a forgács nélküli megmunkálás elnevezést is.
A fémek képlékeny alakítására számos módszer alakult ki. Ide tartoznak – csak a fontosabbakat említve – az öntés, a kovácsolás, a hengerlés, a húzás, a kisajtolás, a varrat nélküli csőgyártás stb.

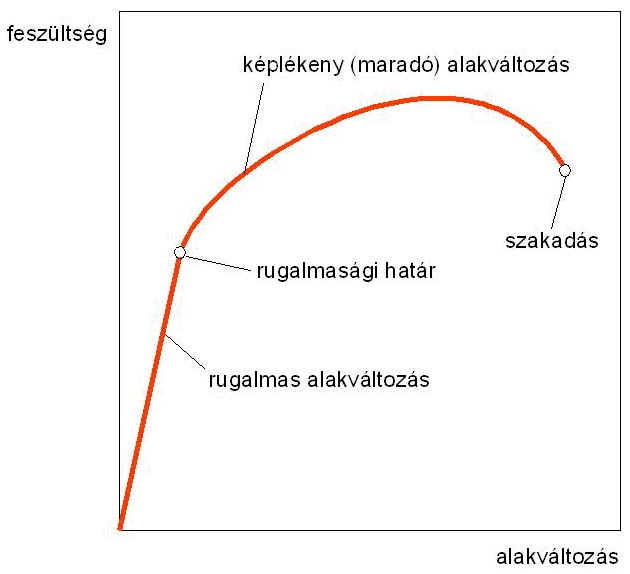
Szakítódiagram vázlata

A képlékeny alakítás feltételezi az adott fém képlékenységét. A képlékenység a fémeknek az a tulajdonsága, hogy alakjuk megfelelő nagyságú külső terhelés hatására maradandóan megváltoztatható anélkül, hogy az anyag atomjai közötti kötés megszakadna. A fémek képlékeny alakítása – általában – rugalmas deformációval kezdődik. A képlékeny alakváltozás akkor következik be, amikor a ható feszültség meghaladja a rugalmassági határt vagy folyáshatárt (σf). Ez a folyamat látható a mellékelt ábrán, ami egy szakítódiagram általános jellegét mutatja be. A görbe végpontja a szakadás (törés), eddig a képlékeny alakító folyamatok természetesen nem mennek el. A képlékeny alakváltozás úgy tud végbemenni, hogy a fém atomsíkjai egymáson elcsúsznak, ezt a jelenséget hívjuk csúszásnak. A képlékeny alakváltozás másik lehetséges módja az ikerképződés. Az elcsúszás meglehetősen nagy külső erőt igényel. Kisebb erőre (feszültségre) van szükség akkor, ha az atomok nem egyszerre, hanem egyenként mozdulnak el, például egy pontszerű rácshiba („vakancia”) segítségével. A képlékeny alakváltozás mindig diszlokációk közvetítésével megy végbe.
A fémek képlékeny alakítása történhet melegen, hidegen vagy félmelegen. A felmelegített darabok kisebb erőhatással alakíthatók, mert ilyenkor kisebb az alakítási szilárdság (kf) értéke. Egy régebbi felfogás szerint melegalakításnak azt a műveletet nevezték, amikor alakítás előtt felmelegítik a darabot. Ettől helyesebb az a meghatározás, amely szerint a meleg- és a hidegalakítás között az adott fémre jellemző újrakristályosodási hőmérséklet a választóvonal, nem pedig a darab tényleges hőmérséklete. Ebben az értelemben például az ólom szobahőmérsékleten végzett alakítása melegalakításnak minősül, míg a volfrámot 1000 °C-on még „hidegen” alakítjuk. Az újrakristályosodási hőmérséklet fölött az egymást követő alakítási műveletek között a fém újrakristályosodik, azaz nem lép fel keményedés. Ezzel szemben a hidegalakítás során a darab keményedik, ami egy idő után akár lehetetlenné is teheti a további alakítást. Ilyenkor – ha további képlékeny alakításra van szükség – a fémet lágyítással ismét alakítható állapotba kell hozni.
A képlékenyen alakító technológiai eljárásokat a külső alakítóerő által létrehozott mechanikai feszültség és a művelet jellege szerinti feszültségek alapján lehet csoportosítani:
- Nyomásos alakítás: a fő alakváltozást egy-vagy többtengelyű nyomófeszültség hozza létre (kovácsolás, hengerlés, kisajtolás, folyatás).
- Húzó-nyomó alakítás: az alakváltozás húzó- és nyomófeszültségek együttes hatására jön létre (rúd-, drót- és csőhúzás, mélyhúzás).
- Húzó jellegű alakítás: egy- vagy többtengelyű húzófeszültség segítségével történik az alakítás (nyújtvahengerlés, feltágítás, domborítás).
- Hajlító alakítás: vékony termékek hajlítása, például a lemezek élhajlítása, a görgőkkel végzett idomhajlítás tartozik ide.
- Alakítás csúsztatófeszültséggel: a szabadalakító kovácsolás technológiai műveletei közül az áttolás és a csavarás sorolható ide.

Az alakítástechnológiai eljárások tehát különböző jellegű mechanikai feszültségeket „alkalmaznak”. Ettől eltekintve azonban a képlékeny alakító technológiáknak közös sajátosságaik is vannak. A gyártástechnológiák egységes elvet megfogalmazó rendszerében Kurt Lange nyolc kategóriába sorolja a kapcsolódó fogalmakat. A mellékelt ábra a hengerlés, a húzás és a kisajtolás példáján mutatja be a rendszert.

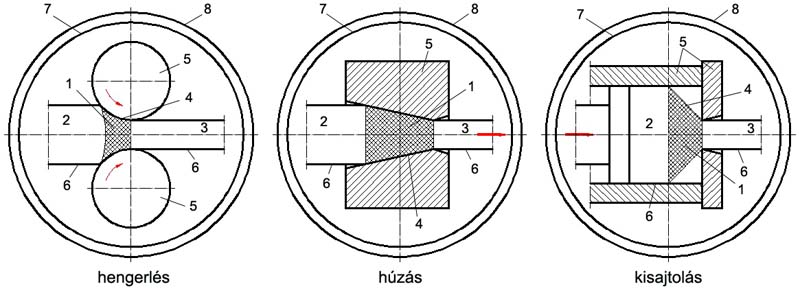
Az alakítástechnológiai kérdések egységes értelmezése Lange szerint

1. Alakítási zóna: az a térrész, amelyben a képlékeny alakváltozás végbemegy (geometriai viszonyok, feszültségállapot, alakváltozás, sebességviszonyok, hőmérséklet-eloszlás stb.).
2. Az alakítandó anyag jellemzői: kémiai összetétel, mechanikai és fizikai tulajdonságok, kristályszerkezet, fémtani jellemzők.
3. Az alakított anyag jellemzői: minőség, méretek és ugyanazok a jellemzők, mint az előző pontban (de többségük változó értékkel).
4. Határréteg: az alakított anyag és az alakító szerszám határrétegeiben lezajló sajátos jelenségek, súrlódás, kenőanyagok, kopás.
5. Alakító szerszám: szerszámgeometria, szerszámanyag, szerszám méretezése, kopása, mechanikai és termikus igénybevétele stb.
6. Az alakított anyag és a környezet közötti kölcsönhatások: a fém felületén végbemenő fizikai és kémiai folyamatok, oxidáció, adszorpció stb.
7. Alakító gép: az alakítási folyamatok kinematikai és dinamikai feltételeinek biztosítása, méretpontosság, kapacitás, energiaigény.
8. Gyártó üzem: alakító gépek rendszere, segédberendezések, melegítő és hűtő egységek, anyagmozgatás, ergonómia, környezetvédelem, üzemszervezés, automatizálás stb.